# Most Damija
Most Damija (Damia) znany też jako Most Adam (hebr. גשר אדם) – most na rzece Jordan pomiędzy Zachodnim Brzegiem Jordanu i Jordanią. Od strony Izraela w stronę mostu prowadzi droga ekspresowa 57. Z biegiem czasu most był wielokrotnie niszczony i odbudowywany w pobliżu dawniejszej lokalizacji.
W 1266 roku za rządów Bajbarsa z dynastii Mameluków wybudowany został w tym miejscu wielki most o długości 400 m. Most ten został wysadzony przez siły Hagany podczas operacji „Markolet” (tzw. Noc mostów) w nocy z 16 na 17 czerwca 1946 roku.
Wkrótce most został odbudowany przez Brytyjczyków, a Jordańczycy obok zbudowali w 1950 roku drugą przeprawę.
Do 8 czerwca 1967 roku most należał do Jordanii i nosił nazwę „Amir Muhammad”. W czerwcu 1967 oba mosty zostały zniszczone w trakcie działań wojny sześciodniowej. Jeszcze w tym samym roku most został odbudowany po południowej stronie dawniejszej lokalizacji, aby umożliwić transport towarów między Jordanią a Zachodnim Brzegiem Jordanu.
Obecnie most nie jest wykorzystywany do transportu towarów, znajduje się w strefie wojskowej, do której dostęp jest ograniczony.
Nieopodal, na wschodnim brzegu, znajduje się Damija, które bywa utożsamiane z biblijnym miastem Adam.